# مجنون المسیح

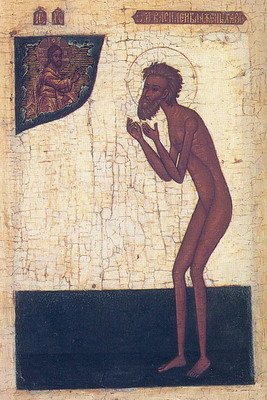
باسیل مجنون المسیح

مجنون المسیح (به یونانی: διά Χριστόν σαλότητα) شخصی است که اقدام به از دست دادن تمام دارایی‌های دنیوی خود به هنگام پیوستن به یک نظم زاهدانه یا زندگی دینی، یا زیر پا گذاشتن عمدی قراردادهای جامعه برای خدمت به مسیح کرده‌است. چنین افرادی در طول تاریخ هم به عنوان «احمقان مقدس» و هم «احمقان مبارک» شناخته شده‌اند. اصطلاح «احمق» به آن چیزی دلالت می‌کند که به عنوان ضعف فکر می‌شود و «مبارک» یا «مقدس» به برائت در نزد خداوند اشاره دارد.
اصطلاح احمق‌ها برای مسیح از نوشته‌های سنت پل گرفته شده‌است. پدران صحرا و دیگر قدیسین مانند یرودیوی (یا iurodstvo) زهد ارتدکس شرقی، نقش احمقان مقدس را ایفا کردند. احمق‌ها برای مسیح اغلب از رفتارهای تکان دهنده و غیر متعارف برای به چالش کشیدن هنجارهای پذیرفته شده، ارائه پیشگویی‌ها یا پوشاندن تقوای خود استفاده می‌کنند.